# Bistum Färöer
Das ehemalige katholische Bistum Färöer (lat.: Dioecesis Fareyensis; norweg.: Kirkjubøur bispedømme) existierte vom 11. Jahrhundert bis zur Einführung der Reformation.

## Geschichte

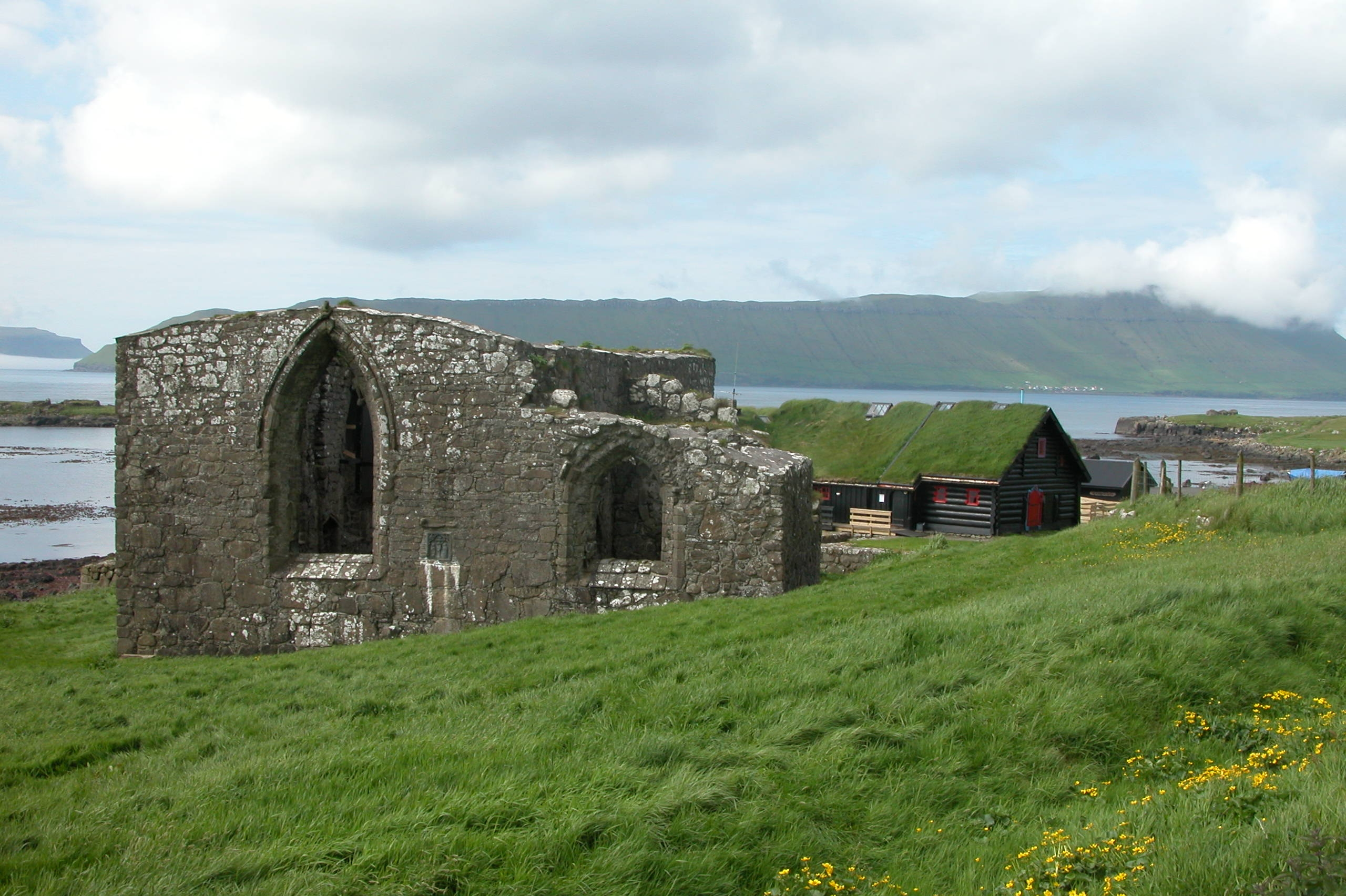
Ruine der Magnuskathedrale

In der Färingersaga wird berichtet, wie Sigmundur Brestisson auf die Inseln kam und die Färinger zum Christentum bekehrte, mehr oder weniger einen nach dem anderen. Er wurde in seinem Heim von seinem ersten Konvertiten, Tróndur í Gøtu attackiert, brachte sich schwimmend zu einer anderen Insel in Sicherheit und wurde letztlich von einem Bauern wegen seines Goldschmucks getötet.
Wann der erste Bischof der Insel geweiht wurde, ist nicht nachvollziehbar. Adam von Bremen schreibt, dass ein selbsternannter Bischof von Helgoland im Lateinischen als Bischof von „Farria“ bezeichnet wurde. 
Die Bischöfe der Färöer wurden normalerweise aus den Reihen der Kanoniker des Bistums Bergen (Norwegen) ausgewählt und waren Suffraganbischöfe des Erzbistums Bremen. Mit der Erhebung des Bistums Lund zum Erzbistum 1104 wurde das Bistum Färöer diesem zugeordnet und nach 1152 dem Erzbistum Nidaros. Der Sitz lag in Kirkjubøur. Der Legende nach erhielt Bischof Orm das Land von Gæsa Sigursdottir. Sie habe in der Fastenzeit Fleisch gegessen, das als Sakrileg galt, und als Buße dem Bischof das Land geschenkt.
Es war bekannt, dass einige der Bischöfe Geliebte hielten, und es gibt Berichte, dass die Geistlichen gelegentlich das Ius primae noctis einforderten.
Der bekannteste Bischof in Kirkjubøur war Erlendur († 1308). Er ließ die Magnuskathedrale bauen, was aber zum Aufruhr der Färinger führte, da sie die hohen Kirchenabgaben nicht mehr tragen wollten. Erlendur wurde gestürzt (wahrscheinlich konnte er fliehen; andere Überlieferungen sagen, er wurde in der Magnuskathedrale getötet).
In katholischer Zeit wurde viel Wert auf Bau und Verschönerung der Kirchengebäude gelegt. Ein herausragendes Beispiel dafür sind die Ruinen der Magnuskathedrale. Die dicken Basaltmauern waren durchbrochen von hohen Fenstern, ein Indiz dafür, dass die Planer eigentlich eine gotische Kathedrale errichten wollten. Doch dieses Vorhaben blieb unvollendet.
Amund Olafson war der letzte römisch-katholische Bischof der Inseln. Er wurde gezwungen, seinen Sitz und Titel an den lutherischen Superintendenten Jens Riber abzugeben. Später wurden nur noch Pröpste gewählt, die dem Bistum Bergen, ab 1709 dem Bistum Seeland (bzw. ab 1922 dem Bistum Kopenhagen) unterstanden. Am Ende des 16. Jahrhunderts war das katholische Bekenntnis auf den Färöern verschwunden. Erst seit 1931 gibt es wieder eine römisch-katholische Pfarrei auf den Färöern, die zum katholischen Bistum Kopenhagen gehört. Ca. 85 % der Bevölkerung gehören zu der seit 2007 selbständigen Färöischen Volkskirche.